# Łąkta Dolna
Łąkta Dolna est une localité polonaise de la gmina de Trzciana, située dans le powiat de Bochnia en voïvodie de Petite-Pologne.